# 석곡면
석곡면(石谷面)은 대한민국 전라남도 곡성군의 면이다.

## 개요
석곡면은 호남고속도로 (석곡 나들목)와 국도 제27호선이 서로 연결되어 있어 교통이 편리하다. 남북으로 맑은 대황(보성)강이 흐르고 있으며 주민들의 성향은 숭조숭의 근검절약하고 다정다감하다. 90%가 미곡위주 1차 산업에 편중되어 소득기반이 취약하며 지역의 특산물로는 느타리버섯과 부추 등이 최근에는 대미 수출단지로 지정된 배 재배와 더불어 도시민들의 입맛을 돋구는 두릅 재배가 확대되고 있다.

## 행정 구역
| 법정리 | 한자명 | 행정리                         |
| ------ | ------ | ------------------------------ |
| 구봉리 | 九峰里 | 등구리, 봉림리, 홍척리         |
| 능파리 | 凌波里 | 능암리, 능파리                 |
| 당월리 | 堂月里 | 당지리, 마산리, 월계리         |
| 덕흥리 | 德興里 | 대흥리, 덕동리                 |
| 방송리 | 芳松里 | 방주리, 상송리, 용주리, 하송리 |
| 봉전리 | 鳳田里 | 두지리, 봉암리                 |
| 석곡리 | 石谷里 | 월봉리, 흥지리                 |
| 연반리 | 蓮盤里 | 여운리, 연동리, 용반리, 전기리 |
| 염곡리 | 念谷里 | 기동리, 노치리, 염촌리, 을곡리 |
| 온수리 | 溫水里 | 온수리1구, 온수리2구           |
| 유정리 | 柳亭里 | 유정리1구, 유정리2구           |
| 죽산리 | 竹山里 | 죽산리                         |

## 교육
- 석곡초등학교
- 석곡중학교